# Liste des joueurs de NBA avec 10 contres et plus sur un match
Voici la liste des joueurs de NBA avec 10 contres et plus sur un match.

## Explications
Cette performance est réalisée à 158 reprises par 44 joueurs différents. Mark Eaton est celui qui a accompli le plus de fois cette performance (19), suivi de Manute Bol (18). Mark Eaton, Hakeem Olajuwon et Andrew Bynum sont les seuls joueurs à avoir réalisé cette performance durant un match de playoffs.

## Classement
|  | Joueur NBA en activité                          |
|  | Joueur intronisé au Basketball Hall of Fame     |
|  | Performance réalisée durant un match de playoff |
|  | Match perdu par l'équipe du joueur              |

| Contres | Joueur                  | Équipe                          | Date              | Adversaire                     | Score   | Min | Pts | Reb | Pas | Int | Notes |
| ------- | ----------------------- | ------------------------------- | ----------------- | ------------------------------ | ------- | --- | --- | --- | --- | --- | --- |
| 17      | Elmore Smith            | Lakers de Los Angeles           | 28 octobre 1973   | Trail Blazers de Portland      | 111-98  | 48  | 12  | 16  | 2   | 0   | 11 contres en une mi-temps, record NBA.                                                                                              |
| 15      | Manute Bol              | Bullets de Washington           | 25 janvier 1986   | Hawks d'Atlanta                | 111-103 | 43  | 4   | 4   | 0   | 0   | Record NBA pour un Rookie. |
| 15      | Manute Bol (2)          | Bullets de Washington           | 26 février 1987   | Pacers de l'Indiana            | 100-94  | 47  | 10  | 19  | 1   | 0   | 8 contres en un seul quart-temps, record NBA.                                                                                        |
| 15      | Shaquille O'Neal        | Magic d'Orlando                 | 20 novembre 1993  | Nets du New Jersey             | 87-85   | 36  | 24  | 28  | 3   | 1   | 20–20–15. |
| 14      | Elmore Smith (2)        | Lakers de Los Angeles           | 26 octobre 1973   | Pistons de Détroit             | 94-92   | 48  | 18  | 13  | 2   |     | |
| 14      | Elmore Smith (3)        | Lakers de Los Angeles           | 4 novembre 1973   | Rockets de Houston             | 106-93  | 45  | 9   | 18  | 2   |     | |
| 14      | Mark Eaton              | Jazz de l'Utah                  | 18 janvier 1985   | Trail Blazers de Portland      | 127-122 | 41  | 12  | 20  | 3   | 0   | 9 contres en 1re mi-temps. |
| 14      | Mark Eaton (2)          | Jazz de l'Utah                  | 18 février 1989   | Spurs de San Antonio           | 107-93  | 41  | 8   | 9   | 1   | 2   | 6 contres dans les seuls 2e et 4e quart-temps.                                                                                       |
| 13      | George Johnson          | Spurs de San Antonio            | 24 février 1981   | Warriors de Golden State       | 131-126 | 28  | 9   | 9   | 0   |     | 11 contres en 2e mi-temps, record NBA. 20 contres pour l'ensemble de l'équipe.                                                       |
| 13      | Mark Eaton (3)          | Jazz de l'Utah                  | 18 février 1983   | Trail Blazers de Portland      | 97-101  | 41  | 16  | 9   | 2   | 1   | 9 contres en 1re mi-temps. Rookie.                                                                                                   |
| 13      | Darryl Dawkins          | Nets du New Jersey              | 5 novembre 1983   | 76ers de Philadelphie          | 112-119 | 41  | 17  | 8   | 2   | 2   | |
| 13      | Ralph Sampson           | Rockets de Houston              | 9 décembre 1983   | Bulls de Chicago               | 115-112 | 49  | 28  | 18  | 5   | 0   | Prolongation. Rookie. |
| 13      | Manute Bol (3)          | Warriors de Golden State        | 2 février 1990    | Nets du New Jersey             | 128-109 | 33  | 2   | 11  | 0   | 0   | 8 contres en 1re mi-temps. |
| 13      | Shawn Bradley           | Mavericks de Dallas             | 7 avril 1998      | Trail Blazers de Portland      | 91-99   | 38  | 22  | 22  | 0   | 1   | 20–20-10. Non titularisé. |
| 12      | Nate Thurmond           | Bulls de Chicago                | 18 octobre 1974   | Hawks d'Atlanta                | 120-115 | 45  | 22  | 14  | 13  |     | Premier quadruple-double de l'histoire de la NBA. Prolongation. Premier match de la saison et son premier avec les Bulls de Chicago. |
| 12      | George Johnson (2)      | Nets du New Jersey              | 21 mars 1978      | Jazz de la Nouvelle-Orleans    | 114-117 | 37  | 17  | 13  | 1   |     | 9 contres en 2e mi-temps. |
| 12      | Wayne "Tree" Rollins    | Hawks d'Atlanta                 | 21 février 1979   | Trail Blazers de Portland      | 106-83  | 27  | 11  | 13  | 0   |     | Non titularisé. |
| 12      | Mark Eaton (4)          | Jazz de l'Utah                  | 5 février 1983    | Nuggets de Denver              | 136-143 | 35  | 12  | 14  | 6   |     | Non titularisé. Rookie. |
| 12      | Mark Eaton (5)          | Jazz de l'Utah                  | 17 mars 1984      | Mavericks de Dallas            | 118-103 | 30  | 6   | 6   | 2   | 0   | 6 contres au 3e quart-temps. |
| 12      | Mark Eaton (6)          | Jazz de l'Utah                  | 26 février 1985   | Mavericks de Dallas            | 103-96  | 45  | 9   | 15  | 2   | 0   | |
| 12      | Manute Bol (4)          | Bullets de Washington           | 12 décembre 1985  | Bucks de Milwaukee             | 110-108 | 48  | 18  | 9   | 1   | 0   | Rookie. 8 contres au 1er quart-temps, record NBA, et 11 contres en une mi-temps, record NBA également. Prolongation.                 |
| 12      | Mark Eaton (7)          | Jazz de l'Utah                  | 1er novembre 1986 | Trail Blazers de Portland      | 119-110 | 38  | 15  | 20  | 2   | 3   | |
| 12      | Manute Bol (5)          | Bullets de Washington           | 5 février 1987    | Cavaliers de Cleveland         | 94-85   | 23  | 6   | 3   | 1   | 0   | Non titularisé. 8 contres en 2e mi-temps.                                                                                            |
| 12      | Hakeem Olajuwon         | Rockets de Houston              | 10 mars 1987      | SuperSonics de Seattle         | 127-136 | 53  | 38  | 17  | 6   | 7   | Five-by-five. Double prolongation.                                                                                                   |
| 12      | Manute Bol (6)          | Bullets de Washington           | 26 mars 1987      | Celtics de Boston              | 106-103 | 43  | 6   | 17  | 0   | 3   | |
| 12      | Manute Bol (7)          | Warriors de Golden State        | 22 février 1989   | Spurs de San Antonio           | 118-107 | 30  | 7   | 6   | 0   | 1   | Non titularisé. |
| 12      | Hakeem Olajuwon (2)     | Rockets de Houston              | 11 novembre 1989  | Jazz de l'Utah                 | 100-92  | 42  | 24  | 21  | 2   | 5   | 20–20-10. 6 contres au 2e quart-temps.                                                                                               |
| 12      | David Robinson          | Spurs de San Antonio            | 23 février 1990   | Timberwolves du Minnesota      | 105-95  | 36  | 24  | 12  | 2   | 3   | Rookie. |
| 12      | Dikembe Mutombo         | Nuggets de Denver               | 18 avril 1993     | Clippers de Los Angeles        | 94-83   | 43  | 16  | 21  | 2   | 1   | |
| 12      | Shawn Bradley (2)       | Nets du New Jersey              | 17 avril 1996     | Raptors de Toronto             | 107-95  | 37  | 11  | 10  | 2   | 1   | |
| 12      | Vlade Divac             | Hornets de Charlotte            | 12 février 1997   | Nets du New Jersey             | 113-100 | 41  | 18  | 9   | 2   | 0   | Expulsé. |
| 12      | Keon Clark              | Raptors de Toronto              | 23 mars 2001      | Hawks d'Atlanta                | 112-86  | 28  | 13  | 8   | 2   | 1   | Non titularisé. 23 contres pour son équipe, record NBA.                                                                              |
| 12      | JaVale McGee            | Wizards de Washington           | 15 mars 2011      | Bulls de Chicago               | 79-98   | 39  | 11  | 12  | 1   | 0   | |
| 12      | Hassan Whiteside        | Heat de Miami                   | 25 janvier 2015   | Bulls de Chicago               | 96-84   | 24  | 14  | 13  | 0   | 0   | Triple double réalisé en 24 minutes                                                                                                  |
| 11      | Elmore Smith (4)        | Lakers de Los Angeles           | 15 mars 1974      | Warriors de Golden State       | 107-112 | 40  | 25  | 12  | 0   |     | George Johnson des Warriors prend 30 rebonds en 48 minutes dans ce match.                                                            |
| 11      | Kareem Abdul-Jabbar     | Lakers de Los Angeles           | 3 décembre 1975   | Pistons de Détroit             | 118-110 | 46  | 29  | 21  | 2   |     | 20-20-10. |
| 11      | George Johnson (3)      | Warriors de Golden State        | 30 mars 1976      | Bulls de Chicago               | 94-84   | 29  | 6   | 8   | 0   |     | |
| 11      | Artis Gilmore           | Bulls de Chicago                | 20 décembre 1977  | Hawks d'Atlanta                | 94-86   | 41  | 35  | 15  |     |     | |
| 11      | Elvin Hayes             | Bullets de Washington           | 3 mars 1978       | Pistons de Détroit             | 124-108 | 47  | 22  | 27  | 0   |     | 20-20-10. |
| 11      | Robert Parish           | Warriors de Golden State        | 29 octobre 1978   | Cavaliers de Cleveland         | 99-94   | 45  | 22  | 16  | 1   |     | |
| 11      | Kareem Abdul-Jabbar (2) | Lakers de Los Angeles           | 28 novembre 1978  | Pistons de Détroit             | 103-105 | 43  | 27  | 16  | 4   |     | |
| 11      | Kareem Abdul-Jabbar (3) | Lakers de Los Angeles           | 25 novembre 1979  | Kings de Kansas City           | 111-110 | 41  | 25  | 15  | 3   | 0   | |
| 11      | Tree Rollins (2)        | Hawks d'Atlanta                 | 27 novembre 1982  | Pacers de l'Indiana            | 117-98  | 36  | 10  | 15  | 2   |     | |
| 11      | Mark Eaton (8)          | Jazz de l'Utah                  | 1er janvier 1985  | Pacers de l'Indiana            | 117-119 | 38  | 4   | 13  | 5   | 0   | |
| 11      | Hakeem Olajuwon (3)     | Rockets de Houston              | 7 janvier 1986    | Warriors de Golden State       | 124-115 | 40  | 26  | 12  | 7   | 2   | |
| 11      | Mark Eaton (9)          | Jazz de l'Utah                  | 17 mars 1987      | Warriors de Golden State       | 118-103 | 38  | 9   | 11  | 0   | 1   | |
| 11      | Mark Eaton (10)         | Jazz de l'Utah                  | 30 décembre 1988  | 76ers de Philadelphie          | 102-95  | 43  | 6   | 12  | 2   | 0   | |
| 11      | Larry Nance             | Cavaliers de Cleveland          | 7 janvier 1989    | Knicks de New York             | 104-96  | 36  | 24  | 6   | 4   | 0   | |
| 11      | Mark Eaton (11)         | Jazz de l'Utah                  | 12 janvier 1989   | Spurs de San Antonio           | 115-91  | 37  | 7   | 17  | 3   | 1   | |
| 11      | Manute Bol (8)          | Warriors de Golden State        | 27 janvier 1989   | 76ers de Philadelphie          | 112-113 | 21  | 2   | 4   | 0   | 0   | |
| 11      | David Robinson (2)      | Spurs de San Antonio            | 2 février 1990    | Hornets de Charlotte           | 118-107 | 35  | 27  | 15  | 3   | 2   | Rookie. |
| 11      | Hakeem Olajuwon (4)     | Rockets de Houston              | 3 mars 1990       | Warriors de Golden State       | 129-109 | 40  | 29  | 18  | 9   | 5   | Five-by-five |
| 11      | Hakeem Olajuwon (5)     | Rockets de Houston              | 29 mars 1990      | Bucks de Milwaukee             | 120-94  | 40  | 18  | 16  | 10  | 1   | Troisième quadruple-double de l'histoire de la NBA.                                                                                  |
| 11      | Hakeem Olajuwon (6)     | Rockets de Houston              | 20 décembre 1990  | Magic d'Orlando                | 128-126 | 50  | 24  | 16  | 4   | 2   | Prolongation. |
| 11      | David Robinson (3)      | Spurs de San Antonio            | 28 décembre 1990  | Kings de Sacramento            | 104-88  | 35  | 27  | 13  | 2   | 0   | |
| 11      | David Robinson (4)      | Spurs de San Antonio            | 12 janvier 1991   | Jazz de l'Utah                 | 112-92  | 39  | 22  | 18  | 5   | 0   | |
| 11      | David Robinson (5)      | Spurs de San Antonio            | 4 février 1992    | Trail Blazers de Portland      | 95-88   | 45  | 23  | 14  | 3   | 1   | |
| 11      | Dikembe Mutombo (2)     | Nuggets de Denver               | 26 novembre 1993  | Trail Blazers de Portland      | 112-101 | 39  | 17  | 13  | 1   | 0   | |
| 11      | Dikembe Mutombo (3)     | Nuggets de Denver               | 5 avril 1994      | Clippers de Los Angeles        | 91-92   | 33  | 11  | 16  | 0   | 0   | |
| 11      | Dikembe Mutombo (4)     | Nuggets de Denver               | 7 avril 1994      | SuperSonics de Seattle         | 104-90  | 36  | 13  | 13  | 2   | 1   | |
| 11      | Dikembe Mutombo (5)     | Nuggets de Denver               | 8 novembre 1994   | Mavericks de Dallas            | 115-107 | 46  | 12  | 14  | 2   | 2   | |
| 11      | Shawn Bradley (3)       | Nets du New Jersey              | 14 mars 1996      | Bullets de Washington          | 92-100  | 41  | 19  | 17  | 3   | 1   | |
| 11      | Shawn Bradley (4)       | Nets du New Jersey              | 21 décembre 1996  | Celtics de Boston              | 101-100 | 42  | 17  | 15  | 4   | 0   | |
| 11      | Shawn Bradley (5)       | Nets du New Jersey              | 6 février 1997    | Pacers de l'Indiana            | 100-104 | 37  | 14  | 14  | 0   | 1   | |
| 11      | Greg Ostertag           | Jazz de l'Utah                  | 6 janvier 1998    | 76ers de Philadelphie          | 98-95   | 49  | 3   | 9   | 4   | 1   | Prolongation. |
| 11      | Marcus Camby            | Raptors de Toronto              | 14 avril 1998     | Nets du New Jersey             | 96-92   | 43  | 15  | 12  | 2   | 1   | |
| 11      | Dikembe Mutombo (6)     | Hawks d'Atlanta                 | 15 février 2000   | Nets du New Jersey             | 103-86  | 38  | 21  | 13  | 1   | 1   | |
| 11      | Marcus Camby (2)        | Nuggets de Denver               | 17 janvier 2008   | Jazz de l'Utah                 | 120-109 | 44  | 8   | 24  | 1   | 2   | |
| 11      | Serge Ibaka             | Thunder d'Oklahoma City         | 19 février 2012   | Nuggets de Denver              | 124-118 | 41  | 14  | 15  | 0   | 1   | Prolongation |
| 11      | Roy Hibbert             | Pacers de l'Indiana             | 21 novembre 2012  | Hornets de la Nouvelle-Orléans | 115-107 | 36  | 10  | 11  | 1   | 2   | |
| 11      | Joakim Noah             | Bulls de Chicago                | 28 février 2013   | 76ers de Philadelphie          | 93-82   | 45  | 23  | 21  | 1   | 3   | 20-20-10 |
| 11      | Hassan Whiteside (2)    | Heat de Miami                   | 15 janvier 2016   | Nuggets de Denver              | 98-95   | 38  | 19  | 17  | 2   | 1   | |
| 10      | Elmore Smith (5)        | Lakers de Los Angeles           | 23 octobre 1973   | Rockets de Houston             | 107-98  | 48  | 10  | 14  |     |     | |
| 10      | Kareem Abdul-Jabbar (4) | Bucks de Milwaukee              | 3 novembre 1973   | Pistons de Détroit             | 123-115 | 53  | 19  | 16  | 5   |     | Prolongation. |
| 10      | Elmore Smith (6)        | Lakers de Los Angeles           | 30 novembre 1973  | Kings de Kansas City-Omaha     | 123-107 | 44  | 14  | 10  | 3   |     | |
| 10      | Elmore Smith (7)        | Lakers de Los Angeles           | 11 décembre 1973  | Cavaliers de Cleveland         | 100-101 | 53  | 10  | 17  | 2   |     | Prolongation. |
| 10      | Elmore Smith (8)        | Lakers de Los Angeles           | 16 mars 1975      | Warriors de Golden State       | 111-95  | 42  | 7   | 22  | 7   |     | |
| 10      | Harvey Catchings        | 76ers de Philadelphie           | 21 mars 1975      | Hawks d'Atlanta                | 114-103 | 20  | 4   | 5   | 1   |     | Les 10 contres en seconde mi-temps, non titularisé. Rookie.                                                                          |
| 10      | Kareem Abdul-Jabbar (5) | Lakers de Los Angeles           | 2 novembre 1975   | Hawks d'Atlanta                | 116-113 |     | 39  | 23  |     |     | 20-20-10. Prolongation. |
| 10      | George Johnson (4)      | Warriors de Golden State        | 3 avril 1976      | SuperSonics de Seattle         | 130-115 | 26  | 10  | 6   | 1   |     | Non titularisé, expulsé. |
| 10      | George Johnson (5)      | Nets du New Jersey              | 26 octobre 1977   | Hawks d'Atlanta                | 110-113 | 35  | 7   | 12  | 3   |     | Prolongation. |
| 10      | Joe Meriweather         | Jazz de la Nouvelle-Orléans     | 28 octobre 1977   | Suns de Phoenix                | 114-107 | 34  | 10  | 14  | 4   | 1   | |
| 10      | Joe Meriweather (2)     | Knicks de New York              | 12 décembre 1979  | Hawks d'Atlanta                | 102-114 | 31  | 12  | 6   | 0   |     | |
| 10      | Kareem Abdul-Jabbar (6) | Lakers de Los Angeles           | 18 janvier 1980   | Hawks d'Atlanta                | 108-102 | 39  | 28  | 15  | 2   | 1   | |
| 10      | George Johnson (6)      | Nets du New Jersey              | 4 mars 1980       | Pacers de l'Indiana            | 114-109 | 36  | 8   | 11  | 3   |     | |
| 10      | Tree Rollins (3)        | Hawks d'Atlanta                 | 14 mars 1980      | Celtics de Boston              | 88-87   | 39  | 5   | 23  | 2   | 1   | |
| 10      | Ben Poquette            | Jazz de l'Utah                  | 12 décembre 1980  | Bulls de Chicago               | 98-118  | 40  | 16  | 5   | 2   |     | |
| 10      | Edgar Jones             | Pistons de Détroit              | 17 décembre 1981  | Pacers de l'Indiana            | 96-100  | 38  | 25  | 13  | 1   |     | |
| 10      | Kareem Abdul-Jabbar (7) | Lakers de Los Angeles           | 22 janvier 1982   | Pistons de Détroit             | 123-111 | 35  | 19  | 10  | 0   |     | |
| 10      | Tree Rollins (4)        | Hawks d'Atlanta                 | 21 décembre 1982  | Bulls de Chicago               | 116-124 | 41  | 14  | 15  | 0   | 3   | Double prolongations. |
| 10      | Tree Rollins (5)        | Hawks d'Atlanta                 | 17 janvier 1983   | Nets du New Jersey             | 102-96  | 39  | 13  | 9   | 1   | 2   | |
| 10      | Tree Rollins (6)        | Hawks d'Atlanta                 | 29 mars 1983      | Cavaliers de Cleveland         | 95-82   | 35  | 6   | 9   | 1   | 1   | |
| 10      | Tree Rollins (7)        | Hawks d'Atlanta                 | 4 novembre 1983   | Bulls de Chicago               | 103-90  | 36  | 15  | 11  | 2   | 3   | |
| 10      | Mark Eaton (12)         | Jazz de l'Utah                  | 30 novembre 1983  | Clippers de San Diego          | 117-115 | 37  | 15  | 9   | 1   | 1   | |
| 10      | Tree Rollins (8)        | Hawks d'Atlanta                 | 13 décembre 1983  | Bullets de Washington          | 94-89   | 38  | 2   | 5   | 0   |     | |
| 10      | Mark Eaton (13)         | Jazz de l'Utah                  | 21 février 1984   | Bulls de Chicago               | 117-95  | 33  | 7   | 12  | 2   | 2   | |
| 10      | Mark Eaton (14)         | Jazz de l'Utah                  | 27 mars 1984      | Kings de Kansas City           | 110-106 | 31  | 6   | 10  | 2   | 0   | Expulsé. |
| 10      | Mark Eaton (15)         | Jazz de l'Utah                  | 7 novembre 1984   | Spurs de San Antonio           | 136-124 | 34  | 12  | 11  | 0   | 1   | |
| 10      | Mark Eaton (16)         | Jazz de l'Utah                  | 1er février 1985  | Mavericks de Dallas            | 121-109 | 42  | 12  | 20  | 1   | 0   | |
| 10      | Artis Gilmore (2)       | Spurs de San Antonio            | 4 février 1985    | Warriors de Golden State       | 114-109 | 37  | 25  | 13  | 1   | 2   | Prolongation. |
| 10      | Mark Eaton (17)         | Jazz de l'Utah                  | 5 février 1985    | Trail Blazers de Portland      | 106-126 | 36  | 17  | 10  | 2   | 1   | |
| 10      | Mark Eaton (18)         | Jazz de l'Utah                  | 26 avril 1985     | Rockets de Houston             | 94-96   | 40  | 8   | 10  | 0   | 2   | |
| 10      | Manute Bol (9)          | Bullets de Washington           | 8 janvier 1986    | Suns de Phoenix                | 97-109  | 37  | 2   | 7   | 1   | 1   | Rookie. |
| 10      | Manute Bol (10)         | Bullets de Washington           | 17 février 1986   | Clippers de Los Angeles        | 96-94   | 38  | 8   | 13  | 0   | 0   | Rookie. Seul contreur de son équipe dans ce match.                                                                                   |
| 10      | Mark Eaton (19)         | Jazz de l'Utah                  | 22 février 1986   | Suns de Phoenix                | 105-97  | 40  | 9   | 13  | 2   | 2   | |
| 10      | Manute Bol (11)         | Bullets de Washington           | 25 février 1986   | Indiana Pacers                 | 87-100  | 30  | 0   | 5   | 0   | 1   | Rookie. |
| 10      | Larry Nance (2)         | Suns de Phoenix                 | 4 janvier 1988    | 76ers de Philadelphie          | 114-122 | 40  | 17  | 11  | 5   | 0   | Expulsé. |
| 10      | Manute Bol (12)         | Bullets de Washington           | 22 janvier 1988   | Warriors de Golden State       | 115-91  | 15  | 6   | 10  | 0   | 0   | Non titularisé. |
| 10      | Benoit Benjamin         | Clippers de Los Angeles         | 29 janvier 1988   | Bucks de Milwaukee             | 88-97   | 35  | 12  | 8   | 3   | 0   | |
| 10      | Hakeem Olajuwon (7)     | Rockets de Houston              | 21 avril 1988     | Spurs de San Antonio           | 116-117 | 42  | 38  | 10  | 4   | 5   | |
| 10      | Manute Bol (13)         | Warriors de Golden State        | 12 novembre 1988  | Trail Blazers de Portland      | 107-100 | 34  | 3   | 10  | 0   | 1   | Non titularisé. |
| 10      | Manute Bol (14)         | Warriors de Golden State        | 17 décembre 1988  | Spurs de San Antonio           | 123-113 | 29  | 3   | 8   | 0   | 0   | Non titularisé. |
| 10      | Manute Bol (15)         | Warriors de Golden State        | 16 février 1989   | Clippers de Los Angeles        | 143-138 | 32  | 2   | 5   | 0   | 1   | Prolongation, non titularisé. |
| 10      | Manute Bol (16)         | Golden State Warriors           | 10 mars 1989      | Jazz de l'Utah                 | 112-126 | 27  | 8   | 5   | 0   | 0   | Non titularisé. |
| 10      | Benoit Benjamin (2)     | Clippers de Los Angeles         | 31 mars 1989      | Spurs de San Antonio           | 109-106 | 44  | 25  | 10  | 3   | 1   | |
| 10      | Hakeem Olajuwon (8)     | Rockets de Houston              | 17 décembre 1989  | Magic d'Orlando                | 109-94  | 43  | 32  | 25  | 2   | 3   | 20-20-10. |
| 10      | David Robinson (6)      | Spurs de San Antonio            | 20 février 1990   | Lakers de Los Angeles          | 114-115 | 41  | 23  | 16  | 2   | 1   | Rookie. Prolongation. |
| 10      | Charles Jones           | Bullets de Washington           | 3 mars 1990       | Magic d'Orlando                | 132-128 | 49  | 2   | 13  | 2   | 1   | Double prolongations. |
| 10      | Manute Bol (17)         | Warriors de Golden State        | 12 mars 1990      | Clippers de Los Angeles        | 112-109 | 18  | 0   | 4   | 1   | 0   | Non titularisé. |
| 10      | Hakeem Olajuwon (9)     | Rockets de Houston              | 29 avril 1990     | Lakers de Los Angeles          | 100-104 | 43  | 11  | 11  | 1   | 2   | |
| 10      | David Robinson (7)      | Spurs de San Antonio            | 10 janvier 1991   | Magic d'Orlando                | 117-111 | 41  | 43  | 12  | 3   | 4   | 40-10-10. |
| 10      | Shawn Kemp              | SuperSonics de Seattle          | 18 janvier 1991   | Lakers de Los Angeles          | 96-105  | 40  | 20  | 8   | 3   | 0   | |
| 10      | Manute Bol (18)         | 76ers de Philadelphie           | 14 février 1991   | Kings de Sacramento            | 81-98   | 30  | 3   | 8   | 0   | 0   | Non titularisé. |
| 10      | Dikembe Mutombo (7)     | Nuggets de Denver               | 10 mars 1992      | Magic d'Orlando                | 89-82   | 42  | 13  | 8   | 1   | 0   | Rookie. |
| 10      | David Robinson (8)      | Spurs de San Antonio            | 10 novembre 1992  | Bucks de Milwaukee             | 104-98  | 43  | 29  | 9   | 5   | 5   | Five-by-five |
| 10      | Hakeem Olajuwon (10)    | Rockets de Houston              | 3 janvier 1993    | Trail Blazers de Portland      | 101-103 | 44  | 40  | 9   | 3   | 1   | Prolongation, expulsé. |
| 10      | Dikembe Mutombo (8)     | Nuggets de Denver               | 25 mars 1993      | Warriors de Golden State       | 99-88   | 40  | 21  | 16  | 2   | 0   | |
| 10      | David Robinson (9)      | Spurs de San Antonio            | 9 novembre 1993   | Timberwolves du Minnesota      | 110-95  | 41  | 43  | 11  | 1   | 3   | 40-10-10. |
| 10      | Dikembe Mutombo (9)     | Nuggets de Denver               | 10 décembre 1993  | Jazz de l'Utah                 | 107-98  | 35  | 13  | 9   | 3   | 2   | |
| 10      | David Robinson (10)     | Spurs de San Antonio            | 17 février 1994   | Pistons de Détroit             | 115-96  | 43  | 34  | 10  | 10  | 2   | Quatrième quadruple-double de l'histoire de la NBA.                                                                                  |
| 10      | Dikembe Mutombo (10)    | Nuggets de Denver               | 2 avril 1995      | Cavaliers de Cleveland         | 104-101 | 47  | 18  | 18  | 1   | 0   | |
| 10      | Dikembe Mutombo (11)    | Nuggets de Denver               | 2 décembre 1995   | Timberwolves du Minnesota      | 109-105 | 46  | 22  | 16  | 2   | 1   | |
| 10      | Hakeem Olajuwon (11)    | Rockets de Houston              | 13 décembre 1995  | Grizzlies de Vancouver         | 100-89  | 38  | 15  | 14  | 3   | 1   | |
| 10      | Shawn Bradley (6)       | Nets du New Jersey              | 12 mars 1996      | Suns de Phoenix                | 88-98   | 33  | 8   | 12  | 4   | 0   | |
| 10      | Hakeem Olajuwon (12)    | Rockets de Houston              | 13 avril 1996     | Mavericks de Dallas            | 112-111 | 32  | 31  | 13  | 6   | 0   | |
| 10      | Shawn Bradley (7)       | Nets du New Jersey              | 19 avril 1996     | Celtics de Boston              | 106-112 | 32  | 17  | 13  | 0   | 0   | |
| 10      | Shawn Bradley (8)       | Nets du New Jersey              | 8 novembre 1996   | Magic d'Orlando                | 82-86   | 28  | 6   | 10  | 0   | 0   | |
| 10      | Shawn Bradley (9)       | Nets du New Jersey              | 23 novembre 1996  | Mavericks de Dallas            | 114-91  | 25  | 8   | 12  | 0   | 1   | |
| 10      | Shawn Bradley (10)      | Mavericks de Dallas             | 4 mars 1997       | Lakers de Los Angeles          | 92-102  | 26  | 12  | 9   | 0   | 1   | |
| 10      | Marcus Camby (3)        | Raptors de Toronto              | 19 avril 1998     | 76ers de Philadelphie          | 78-107  | 30  | 13  | 11  | 1   | 1   | Dernier match de la saison. |
| 10      | Dikembe Mutombo (12)    | 76ers de Philadelphie           | 1er décembre 2001 | Bulls de Chicago               | 93-76   | 39  | 16  | 19  | 0   | 0   | 8 contres au 3e quart-temps, record NBA.                                                                                             |
| 10      | Ben Wallace (1)         | Pistons de Detroit              | 24 février 2002   | Bucks de Milwaukee             | 82-89   | 39  | 10  | 17  | 1   | 1   | |
| 10      | Ben Wallace (2)         | Pistons de Detroit              | 20 novembre 2002  | Heat de Miami                  | 79-68   | 43  | 12  | 19  | 1   | 1   | |
| 10      | Jermaine O'Neal         | Pacers de l'Indiana             | 22 janvier 2003   | Raptors de Toronto             | 101-98  | 43  | 18  | 10  | 3   | 0   | |
| 10      | Dikembe Mutombo (13)    | Knicks de New York              | 4 janvier 2004    | Nets du New Jersey             | 85-95   | 42  | 4   | 5   | 0   | 0   | |
| 10      | Calvin Booth            | SuperSonics de Seattle          | 13 janvier 2004   | Cavaliers de Cleveland         | 96-104  | 17  | 2   | 0   | 0   | 0   | |
| 10      | Amar'e Stoudemire       | Suns de Phoenix                 | 7 février 2004    | Jazz de l'Utah                 | 92-96   | 39  | 20  | 6   | 1   | 4   | |
| 10      | Josh Smith              | Hawks d'Atlanta                 | 18 décembre 2004  | Mavericks de Dallas            | 68-90   | 34  | 9   | 7   | 4   | 0   | À 19 ans et 13 jours, plus jeune joueur à atteindre 10 contres en un match. Rookie.                                                  |
| 10      | Andrei Kirilenko        | Jazz de l'Utah                  | 25 mars 2006      | Kings de Sacramento            | 89-91   | 40  | 15  | 14  | 3   | 3   | |
| 10      | Emeka Okafor            | Charlotte Bobcats               | 12 janvier 2007   | Knicks de New York             | 126-110 | 42  | 20  | 9   | 1   | 3   | |
| 10      | Marcus Camby (4)        | Nuggets de Denver               | 26 décembre 2007  | Bucks de Milwaukee             | 125-105 | 30  | 10  | 11  | 5   | 2   | |
| 10      | Dwight Howard           | Magic d'Orlando                 | 12 novembre 2008  | Thunder d'Oklahoma City        | 109-92  | 38  | 30  | 19  | 3   | 0   | |
| 10      | Serge Ibaka (2)         | Thunder d'Oklahoma City         | 1er février 2012  | Mavericks de Dallas            | 95-86   | 40  | 4   | 11  | 1   | 1   | |
| 10      | Serge Ibaka (3)         | Thunder d'Oklahoma City         | 10 février 2012   | Kings de Sacramento            | 101-106 | 30  | 6   | 9   | 0   | 0   | |
| 10      | Andrew Bynum            | Lakers de Los Angeles           | 30 avril 2012     | Nuggets de Denver              | 103-88  | 36  | 10  | 13  | 0   | 1   | |
| 10      | Larry Sanders           | Bucks de Milwaukee              | 30 novembre 2012  | Timberwolves du Minnesota      | 85-95   | 32  | 10  | 12  | 1   | 1   | |
| 10      | Hassan Whiteside (3)    | Heat de Miami                   | 17 novembre 2015  | Timberwolves du Minnesota      | 91-103  | 34  | 22  | 14  | 0   | 0   | |
| 10      | Hassan Whiteside (4)    | Heat de Miami                   | 5 février 2016    | Hornets de Charlotte           | 98-95   | 27  | 10  | 10  | 0   | 0   | |
| 10      | Anthony Davis           | Pelicans de la Nouvelle-Orléans | 11 mars 2018      | Jazz de l'Utah                 | 99-116  | 40  | 25  | 11  | 3   | 3   | |
| 10      | Hassan Whiteside (5)    | Trail Blazers de Portland       | 29 novembre 2019  | Bulls de Chicago               | 107-103 | 30  | 8   | 15  | 1   | 1   | Nouveau record de franchise. |
| 10      | Clint Capela            | Hawks d'Atlanta                 | 22 janvier 2021   | Timberwolves du Minnesota      | 116-98  | 31  | 13  | 19  | 0   | 1   | |
| 10      | Victor Wembanyama       | Spurs de San Antonio            | 13 février 2024   | Raptors de Toronto             | 122-98  | 29  | 27  | 14  | 5   | 2   | |
| 10      | Victor Wembanyama (2)   | Spurs de San Antonio            | 21 décembre 2024  | Trail Blazers de Portland      | 114-94  | 30  | 30  | 3   | 7   | à   | |